# Riserva naturale di Berenty
La riserva naturale di Berenty è una riserva privata di appena 2,5 km² nel sud del Madagascar, a circa 75 km da Fort Dauphin, nata nel 1936 per iniziativa del francese Henri de Heaulme.

## Fauna
La riserva è famosa soprattutto per la facilità con cui possono essere avvistati al suo interno lemuri quali il Lemur catta con la sua caratteristica coda ad anelli, il sifaka di Verreaux (Propithecus verreauxi), con la caratteristica andatura saltellante,  ed il notturno Microcebus murinus. Altri mammiferi presenti sono il tenrec, la civetta delle palme indiana (Paradoxurus hermaphroditus) e la volpe volante (Pteropus rufus).

Si possono inoltre incontrare oltre 80 specie di uccelli differenti (tra i quali il pigliamosche del paradiso (Terpsiphone mutata), la poiana del Madagascar (Buteo brachypterus), il vanga azzurro (Cyanolanius madagascarinus) e il coua di Coquerel (Coua coquereli)) e 26 specie di rettili (tra i quali varie specie di camaleonte e la testuggine radiata (Astrochelys radiata)).

## Flora
I due tipi principali di vegetazione all'interno della riserva sono la foresta spinosa e la foresta a galleria.

## Turismo
A causa dell'estrema facilità dell'incontro con i lemuri (soprattutto catta, sifaka e lemure marrone), la riserva di Berenty è una tappa quasi obbligata degli itinerari turistici nel sud del Madagascar. Vi sono stati anche girati numerosi documentari.